# Rutilio Escandón
Rutilio Cruz Escandón Cadenas (Venustiano Carranza, Chiapas; 3 de mayo de 1958) es un abogado y político mexicano, perteneciente al Movimiento Regeneración Nacional. Fue gobernador de Chiapas de 2018 a 2024. También se ha desempeñado como senador de la República por su estado natal en las LVIII y LIX legislaturas de 2000 a 2006, como diputado federal en la LX Legislatura de 2006 a 2009 y como presidente del Tribunal Superior de Justicia del Estado de Chiapas de 2013 a 2018.

## Primeros años
Rutilio Cruz Escandón Cadenas nació el 3 de mayo de 1958 en el municipio de Venustiano Carranza, Chiapas. Es el quinto hijo de los siete del matrimonio de Lorenzo Escandón Ortega y Rosa Cadenas Zepeda. Estudió la licenciatura en derecho en la Universidad Autónoma de Baja California de 1977 a 1981. De 1981 a 1989 desempeñó varios cargos públicos en el gobierno del Estado de Baja California. Estudió la maestría en derecho de 1989 a 1990 y el doctorado de 1990 a 1991, ambos posgrados por la Universidad Nacional Autónoma de México. De 1991 a 1995 trabajó en el Instituto Nacional de Migración. Se afilió al Partido de la Revolución Democrática (PRD) en 1997.

## Trayectoria política
En la administración pública ha sido agente del ministerio público de la Procuraduría del Distrito Federal (D.F), en la delegación Coyoacán, subdirector general del Instituto de Salud Mental de Baja California, Delegado en el Instituto Nacional de Migración en Ixtapa-Zihuatanejo, Guerrero, director jurídico de BANRURAL en Oaxaca, director general de la Comisión Electoral de Chiapas, director de la frontera sur del Instituto Nacional de Migración, subdelegado Regional y director general del Jurídico de Migración en Chiapas, jefe de No Migrantes del Instituto Nacional de Migración, director de Trabajo y Previsión Social en Baja California, director del registro público de la propiedad y comercio del Gobierno de Baja California y como subdirector del registro público de la propiedad del Gobierno del estado de Baja California. 
En el área partidista había sido secretario General del Comité Ejecutivo Estatal del PRD en Chiapas, secretario general del PRD en Chiapas, consejero nacional de PRD, consejero del PRD en Chiapas, y representante del Poder Legislativo ante el IFE por el PRD.

### Senador por Chiapas (2000-2006)
Fue senador de la República en representación del estado de Chiapas por la primera minoría en la LVIII y LIX legislatura del Congreso de la Unión del 1 de septiembre de 2000 al 31 de agosto de 2006, integrando la bancada del Partido de la Revolución Democrática (PRD). Fue presidente de la comisión de desarrollo social; secretario de la comisión de Gobernación, de la comisión de Justicia, de la comisión de límites de las entidades federativas y de la comisión de población y desarrollo. También fue integrante de la comisión de derechos humanos, de la comisión de la Medalla de Honor Belisario Domínguez y de la Comisión para la Concordia y Pacificación (COCOPA).

### Diputado federal (2006-2009)
Fue diputado federal plurinominal en la LX legislatura del Congreso de la Unión desde el 1 de septiembre de 2006 al 31 de agosto de 2009, siendo parte de la bancada del PRD. Fue integrante de la comisión de derechos humanos, de la comisión de régimen, reglamentos y prácticas parlamentarias, de la comisión justicia y de la comisión de vigilancia de la Auditoría Superior de la Federación.

### Gobernador de Chiapas (2018-2024)
Tras meses de actos de campaña anticipada, denunciados desde agosto de 2017 y sin que se llegará a sanción alguna a pesar de anuncios espectaculares y publicidad pagada en redes sociales; Rutilio Escandón Cadenas se registró el 22 de enero como precandidato de Movimiento Regeneración Nacional (Morena) hacia la contienda en las urnas, en julio de 2018, por la gubernatura de Chiapas.
En las elecciones estatales de 2018, Escandón Cadenas resultó elegido con un 39.08% del total de votos emitidos, dejando muy por debajo a su más cercando competidor Roberto Albores Gleason, candidato por el Partido Revolucionario Institucional, tomando posesión del cargo el 1 de octubre de 2018.